# 2024年パリオリンピックのサッカー競技・女子決勝
2024年パリオリンピックのサッカー競技・女子決勝は、2024年夏季オリンピックの女子サッカー大会の金メダル受賞国を決定するサッカーの試合である。この試合は、 FIFA加盟協会の女子代表チームがオリンピックチャンピオンを決定するために4年ごとに開催されるオリンピック女子サッカー大会の8回目の決勝戦となった。この試合は、 2024年8月10日にフランスのパリにあるパルク・デ・プランスで開催され、ブラジルとアメリカ合衆国が対戦し、2024年夏季オリンピックの女子サッカー大会の優勝国を決定する試合であった。この試合は史上初めて男子の決勝戦の後に行われる試合であった。
結果はアメリカ合衆国がブラジルを1-0で下し、12年ぶりとなる3大会ぶり5度目の優勝を果たした。

## 背景
ブラジルにとって3度目のオリンピック決勝戦であり、2004年と2008年の決勝戦では延長戦の末にアメリカ合衆国に敗れていた。 全体としては、 2007年女子ワールドカップ決勝戦でドイツに敗れて以来、4度目の主要なトーナメント決勝戦だった。
これはアメリカにとって6回目のオリンピック決勝戦であり、1996年まで遡る最初の5回のオリンピック女子サッカートーナメント決勝戦のうち4回で勝利している。最近の決勝戦は2012年の日本戦での勝利であり、前回の決勝戦は2000年のノルウェー戦での敗北だった。全体として、これはアメリカにとって11回目の主要トーナメント決勝戦であり、1991年、1999年、2015年、2019年の女子ワールドカップ決勝戦で勝利し、 2011年に日本に敗れた。

## 会場
決勝戦はパリのパルク・デ・プランスで開催された。
このスタジアムは1897年にオープンし、1972年以降2度改修されており、最初は1998年FIFAワールドカップ、次にUEFA EURO 2016の会場となった。 1960年と1984年にはUEFA欧州選手権の決勝が開催されたほか、ヨーロッパのさまざまなクラブ大会の決勝戦が6回行われた。また、1938年と1998年のワールドカップ、2019年の女子ワールドカップ、前述の3つのUEFA欧州選手権の試合もここで行われた。

## 決勝までの道のり
| 順 | チーム       | 試 | 点 |
| -- | ------------ | -- | -- |
| 1  | スペイン     | 3  | 9  |
| 2  | 日本         | 3  | 6  |
| 3  | ブラジル     | 3  | 3  |
| 4  | ナイジェリア | 3  | 0  |

| 順 | チーム         | 試 | 点 |
| -- | -------------- | -- | -- |
| 1  | アメリカ合衆国 | 3  | 9  |
| 2  | ドイツ         | 3  | 6  |
| 3  | オーストラリア | 3  | 3  |
| 4  | ザンビア       | 3  | 0  |

## 試合

### 詳細
| ブラジル | 0 - 1    | アメリカ合衆国    |
| -------- | -------- | ----------------- |
|          | レポート | - スワンソン 57分 |

| ブラジル | アメリカ合衆国 |

| GK                     | 1  | ロレーナ             |      |      |
| CB                     | 15 | タイース             |      |      |
| CB                     | 21 | ローレン             |      | 84分 |
| CB                     | 3  | タルシアーニ         | 81分 |      |
| RM                     | 9  | アドリアーナ         |      |      |
| CM                     | 8  | ヴィトーリア・ヤヤ   |      | 50分 |
| CM                     | 5  | ドゥダ・サンパイオ   |      | 61分 |
| LM                     | 13 | ヤズミン             |      |      |
| RF                     | 18 | ガビ・ポルティーリョ |      |      |
| CF                     | 11 | ジェニフェル         |      | 61分 |
| LF                     | 14 | ルジミラ             |      | 61分 |
| 控え                   |    |                      |      |      |
| GK                     | 12 | タイナ               |      |      |
| DF                     | 4  | ラファエウ・ソウザ   |      | 84分 |
| MF                     | 17 | アナ・ヴィトーリア   |      | 50分 |
| MF                     | 20 | アンジェリーナ       |      | 61分 |
| FW                     | 10 | マルタ               |      | 61分 |
| FW                     | 16 | ガビ・ヌニェス       |      |      |
| FW                     | 19 | プリシラ             |      | 61分 |
| 監督                   |    |                      |      |      |
| アルトゥール・エリアス |    |                      |      |      |

| GK           | 1  | アリッサ・ネアー           |  |        |
| RB           | 2  | エミリー・フォックス       |  |        |
| CB           | 4  | ナオミ・ギルマ             |  |        |
| CB           | 12 | ティアナ・デイヴィッドソン |  | 74分   |
| LB           | 7  | クリスタル・ダン           |  |        |
| DM           | 3  | コービン・アルバート       |  |        |
| CM           | 17 | サム・コフィー             |  |        |
| CM           | 10 | リンジー・ホラン           |  |        |
| RF           | 5  | トリニティ・ロッドマン     |  |        |
| CF           | 9  | マロリー・スワンソン       |  | 90+5分 |
| LF           | 11 | ソフィア・スミス           |  | 84分   |
| 控え         |    |                            |  |        |
| GK           | 18 | ケイシー・マーフィー       |  |        |
| DF           | 6  | ケイシー・クルーガー       |  | 90+5分 |
| DF           | 13 | ジェナ・ナイスウォンガー   |  |        |
| MF           | 14 | エミリー・ソネット         |  | 74分   |
| MF           | 16 | ローズ・ラヴェル           |  |        |
| FW           | 8  | リン・ウィリアムズ         |  | 84分   |
| FW           | 15 | ジェイディン・ショー       |  |        |
| 監督         |    |                            |  |        |
| エマ・ヘイズ |    |                            |  |        |

| プレイヤー・オブ・ザ・マッチ マロリー・スワンソン 副審 アルミラ・スパヒッチ フランチェスカ・ディ・モンテ 第4審判 レベッカ・ウェルチ 予備副審 フランカ・オーフェルトーム VAR イヴァン・ベベック AVAR カルロス・デル・セロ・グランデ ジェローム・ブリザール | 試合ルール - 前後45分の90分ハーフ。 - 90分終了時点で同点の場合は30分の延長戦。 - 延長戦でも同点だった場合はPK戦。 - 指名された交代選手は最大7名。 - 最大5人の交代が可能。延長戦では6人目も交代可能。 - 交代の機会は最大3回まで、延長戦では4回目が認められる。 |

## 優勝国
| 2024年パリオリンピック 女子サッカー競技優勝国 |
| --------------------------------------------- |
| · アメリカ合衆国 · 3大会ぶり5回目             |